# FC Zchinwali
Der FC Zchinwali (georgisch სკ ცხინვალი) ist ein georgischer Fußballverein aus Gori und spielt derzeit in der zweithöchsten Spielklasse Georgiens, der Pirveli Liga. Die Klubfarben sind Blau-Schwarz.

## Allgemeines
Die Wurzeln des Vereins liegen beim 1936 in der Sowjetunion gegründeten Verein „FK Spartak Zchinwali“. Dieser Verein war ursprünglich in Zchinwali beheimatet, der Hauptstadt Südossetiens, damals eine autonome Region innerhalb der Georgischen Teilrepublik. Spartak Zchinwali spielte zumeist in unterklassigen Ligen; die erfolgreichste Zeit hatte der Klub von 1968 bis 1970, als man drei Saisons in der zweiten sowjetischen Liga verbrachte. Nach dem Zerfall der Sowjetunion kam es in Südossetien zu einem Bürgerkrieg, der mit der De-facto-Unabhängigkeit Südossetiens endete. Die meisten georgischen Spieler verließen daraufhin das Land; es kam zur Neugründung des Vereins im Exil. Die ossetischen Spieler verblieben in Zchinwali, wo bis heute ein gleichnamiger Verein existiert. Dieser nahm jedoch nicht mehr an der nun neugegründeten georgischen Liga teil, sondern spielt seitdem in der Amateurmeisterschaft der russischen Region Nordossetien-Alanien.
Der georgische Exilverein, der seinen Sitz in Gori hat, war weitaus erfolgreicher: Er stieg erstmals 2005 in die höchste georgische Liga auf, musste aber gleich darauf wieder absteigen. 2007 gelang der Wiederaufstieg und der Verein spielte wieder in der höchsten Spielklasse Georgiens, ehe man in der Saison 2011/12 wieder absteigen musste. Aktuell ist der Verein wieder in der ersten Liga aktiv. Im gleichen Jahr benannte sich der bis dahin als FC Zchinwali antretende Club in FC Spartaki Zchinwali um. Die Heimstätte des Vereins ist das Mikheil Meskhis Sakhelobis Stadion, das Platz für 2500 Zuschauer bietet und direkt neben dem Micheil-Meschi-Stadion liegt.

## Europapokalbilanz
| Saison  | Wettbewerb         | Runde                  | Gegner      | Gesamt | Hin     | Rück    |
| ------- | ------------------ | ---------------------- | ----------- | ------ | ------- | ------- |
| 2015/16 | UEFA Europa League | 1. Qualifikationsrunde | FC Botoșani | 2:4    | 1:1 (A) | 1:3 (H) |

Gesamtbilanz: 2 Spiele, 1 Unentschieden, 1 Niederlage, 2:4 Tore (Tordifferenz −2)